# 伊赫桑·哈达迪
伊赫桑·哈达迪（波斯語：احسان حدادی，1985年1月20日—），伊朗男子铁饼运动员。他曾获得2012年夏季奥运会男子铁饼银牌，还曾获得2006年亚洲运动会、2010年亚洲运动会、2014年亚洲运动会和2018年亚洲运动会男子铁饼金牌。
2020年3月27日，哈达迪确诊2019冠状病毒病。

## 外部連結
- 伊赫桑·哈达迪在国际奥林匹克委员会的资料
- 伊赫桑·哈达迪在的頁面
- 伊赫桑·哈达迪的Instagram帳戶